# フルニソリド
フルニソリド（英: flunisolide）は、アレルギー性鼻炎の治療のためによく処方される副腎皮質ホルモン剤である。経鼻投与が症状の制御に最も効果的な投与法である。AeroBid、Nasalide、Nasarelの商標名で市販される。イギリスでは、かつてSyntarisの名前で市販されていたが、現在は製造されていない。
フルニソリドの主な作用機序は糖質コルチコイド受容体の活性化であり、抗炎症作用を示す。外用副腎皮質ホルモン剤の効果は即効性はなく、目立った症状の緩和がみられるためには、定期的な使用、少なくとも数日間の使用が必要である。頓用では推奨される定期的使用ほどの効果は得られないことが示されている。 フルニソリドは、鼻腔感染症がある場合には使用するべきではない。また、2～3週間の定期的な使用後もで症状の緩和が見られない場合には継続して使用すべきではない。
フルニソリドの特許は1958年に取得され、1978年に医療用として承認された。

## 副作用
一時的に鼻や喉の乾燥、刺激、出血または不快な味覚や嗅覚が生じる可能性がある。鼻中隔穿孔の報告は稀である。鼻や咽頭に限局したカンジダ・アルビカンスの感染が稀に報告され、また長期使用により白内障や緑内障を発症する可能性がある。
フルニソリドの点鼻スプレーは循環系（血液）に吸収される。副腎皮質ホルモンの点鼻スプレーは、ヒトの視床下部-下垂体-副腎系の機能に影響を与える可能性がある。望ましい臨床効果が得られた後は症状の制御に必要な最小量まで維持投与量を減らす必要があり、各鼻孔に1日に1スプレー程度にまで抑える場合がある。最小有効量で用いることで、副作用の可能性を低下させることができる。一般的に、推奨量の副腎皮質ホルモン点鼻薬は全身性の副作用とは無関係である。
副腎皮質ホルモンは創傷治癒を阻害する。そのため、近く鼻中隔潰瘍、鼻出血の再発、鼻の手術や外傷を経験した患者に対する副腎皮質ホルモン点鼻スプレーは、治癒が起こるまで注意して使用する必要がある。推奨量の副腎皮質ホルモン点鼻薬は妊娠中も安全かつ有効である。